# باشگاه فوتبال پک زووله
باشگاه فوتبال پک زووله (هلندی: PEC Zwolle) یک باشگاه فوتبال در شهر زووله، هلند است.
این باشگاه که در سال ۱۹۱۰ تاسیس شده سابقه یک قهرمانی در جام حذفی فوتبال هلند را در کارنامه دارد.

## بازیکنان ایرانی
- رضا قوچان‌نژاد :۲۰۲۱  –۲۰۱۹